# Silene chilensis
Silene chilensis är en nejlikväxtart som först beskrevs av Charles Victor Naudin, och fick sitt nu gällande namn av Gilbert François Bocquet. Silene chilensis ingår i släktet glimmar, och familjen nejlikväxter. Inga underarter finns listade i Catalogue of Life.